# 황미리의 만화 목록
이 목록은 순정 만화 작가 황미리의 만화 목록이다.
바로가기:
가 나
다 라
마 바
사 아
자 차
카 타
파 하

## 가
- 건달 히어로
- 굿럭
- 그녀는 무서워
- 그놈에게 바치는 장미
- 기다려! 늑대

## 나
- 난 꽃미남이 좋아
- 내 인생의 태클
- 네레이드의 전설
- 노비공주&주인님
- 니가 세상의 전부다

## 다
- 단 하나뿐인 걸
- www.딱걸렸어.com
- 둘시네아를 위하여
- 딥키스

## 라
- Rock 반란

## 마
- 머니 바이러스
- 무적 연변걸
- 물 좋은 하숙집
- 미운오리 백조되기

## 바
- 100일 사랑
- 보디가드
- 불량천사 길들이기
- 빙의

## 사
- 사랑 SOS
- 사랑에 미쳐라
- 사랑의 총알
- 사랑지기
- 사이킥 : 최면에 걸린 사랑
- 세상아 덤벼라
- 세이 세이 세이
- 섹시한 못난이
- 스타트 러브
- 신데렐라가 될거야
- 신 섹시한 못난이
- 신의 선물

## 아
- 아싸
- 아이돌 쇼핑
- 안아줘
- 여우가 늑대 되는 순간
- 역전의 프린세스
- 열혈여아
- 예쁜남자 신드롬
- 오빠를 찾아라
- 5천원만 주면 키스해 주는 놈
- Y를 위하여
- 왕가의 후예
- 원츄
- 위험한 남자
- 이미테이션 러브

## 자
- 잘 나가는 그놈들에겐 뭔가 특별한 것이 있다
- 죽을래 좋아할래

## 차
- 첫사랑이 부를때
- 춘자고교 왕따 오춘자

## 카
- 큐티보이
- 크랩키스
- 크레이지걸 신비아 이계로 가다
- 키스로 길들여지다

## 파
- 파란만장 연애사

## 하
- 홍가네
- 후삼국고교
- 흔들리는 청춘